# Vápno
Vápno är en ort i Tjeckien.   Den ligger i regionen Pardubice, i den centrala delen av landet, 80 km öster om huvudstaden Prag. Vápno ligger 245 meter över havet och antalet invånare är 124.
Terrängen runt Vápno är platt. Runt Vápno är det ganska tätbefolkat, med 96 invånare per kvadratkilometer. Närmaste större samhälle är Pardubice, 18,7 km öster om Vápno. I omgivningarna runt Vápno växer i huvudsak blandskog.